# Gudsforladt
Gudsforladt er det danske black funeral doom metal-band Nortts debutalbum, som blev udgivet i 2003 i lpudgave af Sombre Records i et begrænset oplag på 350 eksemplarer. Året efter udgav pladeselskabet Diehard Bloodline albummet i cdversion i et oplag på 1000 med bonussporet "Evig Hvile".

## Spor
1. "Graven" (Intro) – 02:41
2. "Døden" – 05:05
3. "Glemt" – 04:55
4. "Gravfred" – 05:32
5. "Hinsides" – 05:41
6. "Hedengangen" – 04:52
7. "Død Og Borte" – 05:35
8. "Nattetale" – 05:30
9. "De Dødes Kor" – 05:21
10. "Dystert Sind" (Outro) – 02:56

Bonusspor 2004
1. "Evig Hvile" – 7:26

## Fodnoter
1. 1 2  ""Gudsforladt" LP". Arkiveret fra originalen (html) 12. april 2009. Hentet 2009-08-26.